# Systrafoss
Systrafoss (isl. "wodospad sióstr") – wodospad w południowej Islandii w Kirkjubæjarklaustur, na niewielkiej rzece Fossá (dopływ Skaftá), wypływającej z jeziora Systravatn. Jego całkowita wysokość wynosi 69 m, a największy spad – 46 m. Inne źródła podają 80 m wysokości. Ma charakter wodospadu ślizgowego z dwiema głównymi strugami. Niekiedy całkowicie zanika.
Jego nazwa nawiązuje do istniejącego niegdyś w Kirkjubæjarklaustur żeńskiego klasztoru.
Do wodospadu i jeziora można dotrzeć szlakiem z Kirkjubæjarklaustur.